# Matea Jelić
Matea Jelić (* 23. Dezember 1997 in Knin) ist eine kroatische Taekwondoin. Sie startet in der Gewichtsklasse bis 67 Kilogramm.

## Erfolge
Matea Jelić war bereits bei den Junioren sehr erfolgreich. Bei den Olympischen Jugend-Sommerspielen 2014 in Nanjing belegte sie in der Gewichtsklasse bis 63 Kilogramm den fünften Platz und sicherte sich im selben Jahr in dieser Klasse den Titelgewinn bei den Junioren-Weltmeisterschaften. 2016 gewann sie in Montreux in der Gewichtsklasse bis 67 Kilogramm Bronze bei den Europameisterschaften. Zwei Jahre darauf gewann sie bei den Mittelmeerspielen in Tarragona ebenso Gold wie 2021 bei den Europameisterschaften 2021 in Sofia.
Bei den ebenfalls 2021 ausgetragenen Olympischen Spielen 2020 in Tokio besiegte Jelić in der Gewichtsklasse bis 67 Kilogramm nach zwei Siegen im Halbfinale auch Paige McPherson mit 15:4 und zog ins Finalduell gegen Lauren Williams ein. Mit 25:22 setzte sie sich gegen Williams durch und erhielt als Olympiasiegerin die Goldmedaille.